# باب الخلق
باب الخلق في الأصل باب الخرق، كان يقع على رأس الطريق الموصلة من باب زويلة إلى ميدان باب الخلق المعروفة الآن بشارع تحت الربع، أنشئ في عهد الملك الصالح نجم الدين أيوب في سنة 639هـ/1241م التي أمر فيها بإنشاء قنطرة باب الخرق على الخليج المصري تجاه الباب المذكور لأن المباني امتدت في زمنه على جانبي تلك الطريق التي تعرف بشارع تحت الربع خارج باب زويلة. وكان الميدان الذي يفتح عليه باب الخرق يعرف أيضاً بميدان باب الخرق ولاستهجان كلمة الخرق ولأن هذا الميدان يمر فيه خلق كثير من الناس استبدلت مصلحة التنظيم في عهد الخديوي إسماعيل هذه الكلمة وسمت الميدان باب الخلق ويعرف اليوم بميدان أحمد ماهر.